# OpenConnect
OpenConnect - програма з відкритим кодом що реалізує технологію віртуальної приватної мережі (VPN) для встановлення безпечних point-to-point з’єднань. Була розпочата як клієнт для VPN мережі Cisco AnyConnect, але з 2013-го включає в себе сервер і надає повне рішення зі створення VPN мереж.

## Архітектура
OpenConnect використовує SSL протокол AnyConnect's, - протокол VPN що користується TLS та DTLS для захисту трафіку всередині приватної мережі.

## Зноски
1. ↑  infradead.org - OpenConnect: Download [Архівовано 20 вересня 2014 у Wayback Machine.]
2. ↑  The openconnect Open Source Project on Open Hub: Languages Page — 2006.
3. ↑  Tiso, John; Scholfield, Mark D.; Teare, Diane (2011). Designing Cisco Network Service Architectures (ARCH): Foundation Learning Guide. Foundation Learning Guides (вид. 3). Cisco Press. с. 464. ISBN 9781587142888. Архів оригіналу за 2 липня 2014. Процитовано 13 червня 2013. Cisco AnyConnect is a Cisco implementation of the thick client. Because the SSL VPN network extension runs on top of the SSL protocol, it is simpler to manage and has greater robustness with different network topologies such as firewalls and Network Address Translation (NAT) than the higher security of IPsec.